# Молодіжний чемпіонат світу з футболу 2019
Чемпіонат світу з футболу серед молодіжних команд 2019 — 22-й розіграш молодіжного чемпіонату світу з футболу, що проходив у Польщі з 23 травня до 15 червня 2019 року. Участь у змаганні брали 24 молодіжні збірні. Змагання стало третім великим футбольним турніром, який приймала Польща, після чемпіонату Європи з футболу 2012, разом з Україною, та молодіжного чемпіонату Європи з футболу 2017.
Молодіжна збірна України вперше стала чемпіоном світу, перегравши у фіналі збірну Південної Кореї 3–1. Воротаря української збірної Андрія Луніна визнано найкращим голкіпером турніру. Збірна Японії здобула приз фейр-плей.

## Вибір господаря
Процес подачі заявок на проведення Чемпіонату світу ФІФА U-20 2019 і Чемпіонату світу з футболу U-17 2019 року ФІФА розпочало у червні 2017 року. Асоціація-учасник може подавати заявки на обидва турніри, але господарями стануть різні країни.

### Країни-кандидати
Дві країни подали офіційні заявки на проведення турніру.
- Індія[5]
- Польща[6]

ФІФА оголосила Польщу господарями після засідання Ради ФІФА 16 березня 2018 року в Боготі, Колумбія. Польща виграла в Індії з результатом голосування 9–5.

## Учасники
До фінального турніру кваліфікувались 24 команди. На додаток до Польщі, яка автоматично кваліфікується як господарі, 23 інші команди вийшли з шести окремих континентальних змагань. Розподіл слотів був схвалений Радою ФІФА 10 червня 2018 року.
| Конфедерація                                                     | Кваліфікаційний турнір                                | Команда           | Участь (разів) | Остання участь | Останній найкращий результат                             |
| ---------------------------------------------------------------- | ----------------------------------------------------- | ----------------- | -------------- | -------------- | -------------------------------------------------------- |
| АФК (Азія)                                                       | Юнацький (U-19) кубок Азії з футболу 2018             | Катар             | 4              | 2015           | Віце-чемпіони (1981)                                     |
| АФК (Азія)                                                       | Юнацький (U-19) кубок Азії з футболу 2018             | Японія            | 10             | 2017           | Віце-чемпіони (1999)                                     |
| АФК (Азія)                                                       | Юнацький (U-19) кубок Азії з футболу 2018             | Південна Корея    | 15             | 2017           | 4-те місце (1983)                                        |
| АФК (Азія)                                                       | Юнацький (U-19) кубок Азії з футболу 2018             | Саудівська Аравія | 9              | 2017           | 1/8 (2011, 2017)                                         |
| КАФ (Африка)                                                     | Чемпіонат Африки (U-20) з футболу 2019                | Сенегал           | 3              | 2017           | 4-те місце (2015)                                        |
| КАФ (Африка)                                                     | Чемпіонат Африки (U-20) з футболу 2019                | Нігерія           | 12             | 2015           | Віце-чемпіони (1989, 2005)                               |
| КАФ (Африка)                                                     | Чемпіонат Африки (U-20) з футболу 2019                | ПАР               | 4              | 2017           | 1/8 (2009)                                               |
| КАФ (Африка)                                                     | Чемпіонат Африки (U-20) з футболу 2019                | Малі              | 7              | 2015           | 3-те місце (1999, 2015)                                  |
| КОНКАКАФ (Північна і Центральна Америка і зона Карибського моря) | Молодіжний чемпіонат КОНКАКАФ з футболу 2018          | Мексика           | 16             | 2017           | Віце-чемпіони (1977)                                     |
| КОНКАКАФ (Північна і Центральна Америка і зона Карибського моря) | Молодіжний чемпіонат КОНКАКАФ з футболу 2018          | Панама            | 6              | 2015           | Груповий етап (2003, 2005, 2007, 2011, 2015)             |
| КОНКАКАФ (Північна і Центральна Америка і зона Карибського моря) | Молодіжний чемпіонат КОНКАКАФ з футболу 2018          | США               | 16             | 2017           | 4-те місце (1989)                                        |
| КОНКАКАФ (Північна і Центральна Америка і зона Карибського моря) | Молодіжний чемпіонат КОНКАКАФ з футболу 2018          | Гондурас          | 8              | 2017           | Груповий етап (1977, 1995, 1999, 2005, 2009, 2015, 2017) |
| КОНМЕБОЛ (Південна Америка)                                      | Молодіжний чемпіонат Південної Америки з футболу 2019 | Аргентина         | 16             | 2017           | Чемпіони (1979, 1995, 1997, 2001, 2005, 2007)            |
| КОНМЕБОЛ (Південна Америка)                                      | Молодіжний чемпіонат Південної Америки з футболу 2019 | Уругвай           | 15             | 2017           | Віце-чемпіони (1997, 2013)                               |
| КОНМЕБОЛ (Південна Америка)                                      | Молодіжний чемпіонат Південної Америки з футболу 2019 | Еквадор           | 4              | 2017           | 1/8 (2001, 2011)                                         |
| КОНМЕБОЛ (Південна Америка)                                      | Молодіжний чемпіонат Південної Америки з футболу 2019 | Колумбія          | 10             | 2015           | 3-те місце (2003)                                        |
| ОФК (Океанія)                                                    | Молодіжний чемпіонат ОФК 2018                         | Нова Зеландія     | 6              | 2017           | 1/8 (2015, 2017)                                         |
| ОФК (Океанія)                                                    | Молодіжний чемпіонат ОФК 2018                         | Таїті             | 2              | 2009           | Груповий етап (2009)                                     |
| УЄФА (Європа)                                                    | Господарі                                             | Польща            | 5              | 2007           | 3-те місце (1983)                                        |
| УЄФА (Європа)                                                    | Юнацький чемпіонат Європи з футболу (U-19) 2018       | Італія            | 7              | 2017           | 3-те місце (2017)                                        |
| УЄФА (Європа)                                                    | Юнацький чемпіонат Європи з футболу (U-19) 2018       | Португалія        | 12             | 2017           | Чемпіони (1989, 1991)                                    |
| УЄФА (Європа)                                                    | Юнацький чемпіонат Європи з футболу (U-19) 2018       | Україна           | 4              | 2015           | 1/8 (2001, 2005, 2015)                                   |
| УЄФА (Європа)                                                    | Юнацький чемпіонат Європи з футболу (U-19) 2018       | Франція           | 7              | 2017           | Чемпіони (2013)                                          |
| УЄФА (Європа)                                                    | Юнацький чемпіонат Європи з футболу (U-19) 2018       | Норвегія          | 3              | 1993           | Груповий етап (1989, 1993)                               |

## Арени
Бельсько-Бяла, Бидгощ, Гдиня, Лодзь, Люблін та Тихи були обрані для проведення змагання. Любін (не плутайте з Любліном) зняв свою заявку через проблеми з готелями та був замінений Бельсько-Бялою. Лодзь буде приймати гру-відкриття та фінал на Міському стадіоні Лодзя.
| Бельсько-Бяла                                                                                  | Бидгощ                              | Гдиня             |
| ---------------------------------------------------------------------------------------------- | ----------------------------------- | ----------------- |
| Міський стадіон                                                                                | Стадіон імені Здзіслава Кшишков'яка | Міський стадіон   |
| Місткість: 15,076                                                                              | Місткість: 20,247                   | Місткість: 15,139 |
|                                                                                                |                                     |                   |
| Бельсько-Бяла Бидгощ Гдиня Лодзь Люблін ТихиМолодіжний чемпіонат світу з футболу 2019 (Польща) |                                     |                   |
| Лодзь                                                                                          | Люблін                              | Тихи              |
| Міський стадіон                                                                                | Арена Люблін                        | Міський стадіон   |
| Місткість: 18,008                                                                              | Місткість: 15,500                   | Місткість: 15,600 |
|                                                                                                |                                     |                   |

## Організація чемпіонату
Емблема була представлена 14 грудня 2018 року. На емблемі зображений крокус, квітка, що цвіте кожну весну в Польщі, у поєднанні з кольорами польського прапора, що символізує нові обличчя, які виникнуть для формування трофею турніру.
Grzywek, офіційний талісман був представлений 23 лютого 2019 року за день до фінального жеребкування. Grzywek натхненний польським зубром. Його ім'я походить від польського слова «грива» — довге і грубе волосся, яке прикрашає шию цієї вражаючої тварини — а також символізує гордість країни в проведенні свого першого турніру ФІФА.
Гасло та офіційна пісня представлені у травні 2019 року.

## Жеребкування
Розклад матчів був представлений 14 грудня 2018 року, в той же день, що й офіційна емблема.
Фінальне жеребкування відбулося 24 лютого 2019 року, 17:30  CET (UTC+1), на Спортивній арені Гдиня у Гдині. 24 команди були розбиті на шість груп по чотири команди. Польща як господар була автоматично посіяна в Кошик 1 і присвоєна позиція А1, тоді як інші команди потрапили у відповідні кошики за результатами останніх п'яти Чемпіонатів світу ФІФА U-20 (більш нові турніри з більшою вагою) з бонус очками, якими були нагороджені чемпіони конфедерацій. Команди з Кошика 1 були розіграні першими, потім — Кошик 2, Кошик 3 і, нарешті, Кошик 4, причому кожна команда (крім Польщі) також вибиралась до однієї з позицій у своїй групі. Жодна група не може містити більше однієї команди з кожної конфедерації.
| Кошик 1                                                                 | Кошик 2                                                               | Кошик 3                                                                  | Кошик 4                                            |
| ----------------------------------------------------------------------- | --------------------------------------------------------------------- | ------------------------------------------------------------------------ | -------------------------------------------------- |
| - Польща (Господар/A1) - Португалія - Уругвай - Франція - США - Мексика | - Малі - Нігерія - Нова Зеландія - Колумбія - Південна Корея - Італія | - Саудівська Аравія - Сенегал - Аргентина - Еквадор - Україна - Гондурас | - Японія - ПАР - Панама - Норвегія - Катар - Таїті |

## Арбітри
Для обслуговування матчів молодіжного чемпіонату світу з футболу 2019 було запрошено 21 арбітрів, в тому числі:
- 21 головних арбітрів;
- 42 помічники арбітрів;
- 6 додаткових помічників арбітрів;
- 20 суддів-відеоасистентів.

## Склади
У турнірі мають право брати участь гравці, що народилися 1 січня 1999 року або після цього дня та до 31 грудня 2003 року.
Кожна команда має назвати попередній склад команди між 22 і 50 гравцями. З попереднього складу, команда повинна назвати кінцеву заявку з 21 гравця (троє з яких повинні бути воротарями) до кінцевого терміну FIFA. Гравців у кінцевій заявці можна замінити гравцем з попереднього складу через серйозну травму або хворобу до 24 годин до початку першого матчу команди.

## Груповий турнір

### Група A
| М  | Команда  | І | В | Н | П | МЗ | МП | РМ  | О |
| -- | -------- | - | - | - | - | -- | -- | --- | - |
| 1. | Сенегал  | 3 | 2 | 1 | 0 | 5  | 0  | +5  | 7 |
| 2. | Колумбія | 3 | 2 | 0 | 1 | 8  | 2  | +6  | 6 |
| 3. | Польща   | 3 | 1 | 1 | 1 | 5  | 2  | +3  | 4 |
| 4. | Таїті    | 3 | 0 | 0 | 3 | 0  | 14 | −14 | 0 |

| 23 травня 2019 18:00 |

| Таїті | 0–3      | Сенегал            |
| ----- | -------- | ------------------ |
|       | Протокол | Санья 1', 29', 50' |

| Арена Люблін, Люблін Глядачів: 4,661 Арбітр: Мухаммад Такі (Сінгапур) |

| 23 травня 2019 20:30 |

| Польща | 0–2      | Колумбія                   |
| ------ | -------- | -------------------------- |
|        | Протокол | Ангуло 23' Сандоваль 90+3' |

| Міський стадіон, Лодзь Глядачів: 17,463 Арбітр: Мустафа Горбаль (Алжир) |

| 26 травня 2019 18:00 |

| Сенегал                         | 2–0      | Колумбія |
| ------------------------------- | -------- | -------- |
| Ньян 34' (пен.) Лопі 85' (пен.) | Протокол |          |

| Арена Люблін, Люблін Глядачів: 10,450 Арбітр: Майкл Олівер (Англія) |

| 26 травня 2019 20:30 |

| Польща                                                | 5–0      | Таїті |
| ----------------------------------------------------- | -------- | ----- |
| Беднарчик 18' Зилла 37' Стечик 39', 61' Бенедичак 74' | Протокол |       |

| Міський стадіон, Лодзь Глядачів: 15,894 Арбітр: Ахмед Аль-Каф (Оман) |

| 29 травня 2019 20:30 |

| Сенегал | 0–0      | Польща |
| ------- | -------- | ------ |
|         | Протокол |        |

| Міський стадіон, Лодзь Глядачів: 15,829 Арбітр: Рафаель Клаус (Бразилія) |

| 29 травня 2019 20:30 |

| Колумбія                                              | 6–0      | Таїті |
| ----------------------------------------------------- | -------- | ----- |
| Сіністерра 8', 37' Ернандес 38', 42', 70' Кайседо 87' | Протокол |       |

| Арена Люблін, Люблін Глядачів: 4,693 Арбітр: Даніель Зіберт (Німеччина) |

### Група B
| М  | Команда | І | В | Н | П | МЗ | МП | РМ | О |
| -- | ------- | - | - | - | - | -- | -- | -- | - |
| 1. | Італія  | 3 | 2 | 1 | 0 | 3  | 1  | +2 | 7 |
| 2. | Японія  | 3 | 1 | 2 | 0 | 4  | 1  | +3 | 5 |
| 3. | Еквадор | 3 | 1 | 1 | 1 | 2  | 2  | 0  | 4 |
| 4. | Мексика | 3 | 0 | 0 | 3 | 1  | 6  | −5 | 0 |

| 23 травня 2019 18:00 |

| Мексика        | 1–2      | Італія                  |
| -------------- | -------- | ----------------------- |
| де ла Роса 37' | Протокол | Фраттезі 3' Раньєрі 67' |

| Міський стадіон, Гдиня Глядачів: 7,893 Арбітр: Рафаель Клаус (Бразилія) |

| 23 травня 2019 20:30 |

| Японія    | 1–1      | Еквадор         |
| --------- | -------- | --------------- |
| Ямада 68' | Протокол | Тагава 45' (аг) |

| Стадіон імені Здзіслава Кшишков'яка, Бидгощ Глядачів: 3,018 Арбітр: Славко Винчич (Словенія) |

| 26 травня 2019 15:30 |

| Мексика | 0–3      | Японія                      |
| ------- | -------- | --------------------------- |
|         | Протокол | Міясіро 21', 77' Тагава 52' |

| Міський стадіон, Гдиня Глядачів: 4,930 Арбітр: Даніель Зіберт (Німеччина) |

| 26 травня 2019 18:00 |

| Еквадор | 0–1      | Італія        |
| ------- | -------- | ------------- |
|         | Протокол | Пінамонті 15' |

| Стадіон імені Здзіслава Кшишков'яка, Бидгощ Глядачів: 6,717 Арбітр: Адам Махадмех (Йорданія) |

| 29 травня 2019 18:00 |

| Еквадор   | 1–0      | Мексика |
| --------- | -------- | ------- |
| Плата 12' | Протокол |         |

| Міський стадіон, Гдиня Глядачів: 4,208 Арбітр: Іван Кружляк (Словаччина) |

| 29 травня 2019 18:00 |

| Італія | 0–0      | Японія |
| ------ | -------- | ------ |
|        | Протокол |        |

| Стадіон імені Здзіслава Кшишков'яка, Бидгощ Глядачів: 6,702 Арбітр: Мустафа Горбаль (Алжир) |

### Група C
| М  | Команда       | І | В | Н | П | МЗ | МП | РМ  | О |
| -- | ------------- | - | - | - | - | -- | -- | --- | - |
| 1. | Уругвай       | 3 | 3 | 0 | 0 | 7  | 1  | +6  | 9 |
| 2. | Нова Зеландія | 3 | 2 | 0 | 1 | 7  | 2  | +5  | 6 |
| 3. | Норвегія      | 3 | 1 | 0 | 2 | 13 | 5  | +8  | 3 |
| 4. | Гондурас      | 3 | 0 | 0 | 3 | 0  | 19 | −19 | 0 |

| 24 травня 2019 18:00 |

| Гондурас | 0–5      | Нова Зеландія                                      |
| -------- | -------- | -------------------------------------------------- |
|          | Протокол | Дієго 8' (аг) Вейн 17', 27' Сінгх 51' Конрой 90+2' |

| Арена Люблін, Люблін Глядачів: 4,484 Арбітр: Алексіс Еррера (Венесуела) |

| 24 травня 2019 20:30 |

| Уругвай                             | 3–1      | Норвегія        |
| ----------------------------------- | -------- | --------------- |
| Нуньєс 22' Гінелья 29' Родрігес 87' | Протокол | Борхгревінк 47' |

| Міський стадіон, Лодзь Глядачів: 4,626 Арбітр: Ісмаїл Ельфат (США) |

| 27 травня 2019 18:00 |

| Гондурас | 0–2      | Уругвай                        |
| -------- | -------- | ------------------------------ |
|          | Протокол | Асеведо 41' Скіаппакассе 90+1' |

| Арена Люблін, Люблін Глядачів: 6,173 Арбітр: Хесус Хіль Мансано (Іспанія) |

| 27 травня 2019 20:30 |

| Норвегія | 0–2      | Нова Зеландія                   |
| -------- | -------- | ------------------------------- |
|          | Протокол | Стенснесс 71' Кітолано 83' (аг) |

| Міський стадіон, Лодзь Глядачів: 2,165 Арбітр: Жан-Жак Ндала Нгамбо (ДР Конго) |

| 30 травня 2019 18:00 |

| Норвегія                                                                                    | 12–0     | Гондурас |
| ------------------------------------------------------------------------------------------- | -------- | -------- |
| Голанд 7', 20', 36' (пен.), 43', 50', 67', 77', 88', 90' Естігор 30' Гауге 46' Маркович 82' | Протокол |          |

| Арена Люблін, Люблін Глядачів: 5,646 Арбітр: Мухаммад Такі (Сінгапур) |

| 30 травня 2019 18:00 |

| Нова Зеландія | 0–2      | Уругвай                   |
| ------------- | -------- | ------------------------- |
|               | Протокол | Нуньєс 40' Родрігес 90+5' |

| Міський стадіон, Лодзь Глядачів: 4,385 Арбітр: Адам Махадмех (Йорданія) |

### Група D
| М  | Команда | І | В | Н | П | МЗ | МП | РМ | О |
| -- | ------- | - | - | - | - | -- | -- | -- | - |
| 1. | Україна | 3 | 2 | 1 | 0 | 4  | 2  | +2 | 7 |
| 2. | США     | 3 | 2 | 0 | 1 | 4  | 2  | +2 | 6 |
| 3. | Нігерія | 3 | 1 | 1 | 1 | 5  | 3  | +2 | 4 |
| 4. | Катар   | 3 | 0 | 0 | 3 | 0  | 6  | −6 | 0 |

| 24 травня 2019 18:00 |

| Катар | 0–4      | Нігерія                                            |
| ----- | -------- | -------------------------------------------------- |
|       | Протокол | Еффіом 12' Оффіа 24' Деле-Баширу 68' Салавуден 74' |

| Міський стадіон, Тихи Глядачів: 3,010 Арбітр: Фернандо Герреро (Мексика) |

| 24 травня 2019 20:30 |

| Україна              | 2–1      | США          |
| -------------------- | -------- | ------------ |
| Булеца 26' Попов 51' | Протокол | Серванія 32' |

| Міський стадіон, Бельсько-Бяла Глядачів: 4,310 Арбітр: Магетт Н'Діайє (Сенегал) |

| 27 травня 2019 18:00 |

| Катар | 0–1      | Україна   |
| ----- | -------- | --------- |
|       | Протокол | Попов 59' |

| Міський стадіон, Тихи Глядачів: 3,513 Арбітр: Ектор Мартінес Сорто (Гондурас) |

| 27 травня 2019 20:30 |

| США           | 2–0      | Нігерія |
| ------------- | -------- | ------- |
| Сото 18', 46' | Протокол |         |

| Міський стадіон, Бельсько-Бяла Глядачів: 3,427 Арбітр: Бенуа Бастьєн (Франція) |

| 30 травня 2019 20:30 |

| США     | 1–0      | Катар |
| ------- | -------- | ----- |
| Веа 76' | Протокол |       |

| Міський стадіон, Тихи Глядачів: 3,651 Арбітр: Абделькадер Зітуні (Таїті) |

| 30 травня 2019 20:30 |

| Нігерія            | 1–1      | Україна   |
| ------------------ | -------- | --------- |
| Тіджані 51' (пен.) | Протокол | Сікан 30' |

| Міський стадіон, Бельсько-Бяла Глядачів: 3,143 Арбітр: Фернандо Рапалліні (Аргентина) |

### Група E
| М  | Команда           | І | В | Н | П | МЗ | МП | РМ | О |
| -- | ----------------- | - | - | - | - | -- | -- | -- | - |
| 1. | Франція           | 3 | 3 | 0 | 0 | 7  | 2  | +5 | 9 |
| 2. | Малі              | 3 | 1 | 1 | 1 | 7  | 7  | 0  | 4 |
| 3. | Панама            | 3 | 1 | 1 | 1 | 3  | 4  | −1 | 4 |
| 4. | Саудівська Аравія | 3 | 0 | 0 | 3 | 4  | 8  | −4 | 0 |

| 25 травня 2019 18:00 |

| Панама             | 1–1      | Малі      |
| ------------------ | -------- | --------- |
| Валанта 87' (пен.) | Протокол | Конте 39' |

| Стадіон імені Здзіслава Кшишков'яка, Бидгощ Глядачів: 2,876 Арбітр: Давід Масса (Італія) |

| 25 травня 2019 18:00 |

| Франція              | 2–0      | Саудівська Аравія |
| -------------------- | -------- | ----------------- |
| Фофана 43' Гуїрі 75' | Протокол |                   |

| Міський стадіон, Гдиня Глядачів: 6,100 Арбітр: Фернандо Рапалліні (Аргентина) |

| 28 травня 2019 18:00 |

| Панама | 0–2      | Франція                |
| ------ | -------- | ---------------------- |
|        | Протокол | Загаду 44' Кюїзанс 52' |

| Стадіон імені Здзіслава Кшишков'яка, Бидгощ Глядачів: 5,656 Арбітр: Леодан Гонсалес (Уругвай) |

| 28 травня 2019 20:30 |

| Саудівська Аравія                                      | 3–4      | Малі                                           |
| ------------------------------------------------------ | -------- | ---------------------------------------------- |
| Аль-Бурайкан 9' Аль-Тамбакті 20' (пен.) Аль-Ганнам 63' | Протокол | С. Койта 36' Коне 54' Б. Траоре 70' Камара 90' |

| Міський стадіон, Гдиня Глядачів: 1,707 Арбітр: Славко Винчич (Словенія) |

| 31 травня 2019 18:00 |

| Саудівська Аравія | 1–2      | Панама                  |
| ----------------- | -------- | ----------------------- |
| Аль-Бурайкан 53'  | Протокол | Маккензі 7' Валанта 78' |

| Стадіон імені Здзіслава Кшишков'яка, Бидгощ Глядачів: 3,305 Арбітр: Жан-Жак Ндала Нгамбо (ДР Конго) |

| 31 травня 2019 18:00 |

| Малі                       | 2–3      | Франція                                |
| -------------------------- | -------- | -------------------------------------- |
| С. Койта 14' Діакіте 90+6' | Протокол | Кюїзанс 12' Діабі 65' (пен.) Гуїрі 87' |

| Міський стадіон, Гдиня Глядачів: 5,445 Арбітр: Ектор Мартінес Сорто (Гондурас) |

### Група F
| М  | Команда        | І | В | Н | П | МЗ | МП | РМ | О |
| -- | -------------- | - | - | - | - | -- | -- | -- | - |
| 1. | Аргентина      | 3 | 2 | 0 | 1 | 8  | 4  | +4 | 6 |
| 2. | Південна Корея | 3 | 2 | 0 | 1 | 3  | 2  | +1 | 6 |
| 3. | Португалія     | 3 | 1 | 1 | 1 | 2  | 3  | −1 | 4 |
| 4. | ПАР            | 3 | 0 | 1 | 2 | 3  | 7  | −4 | 1 |

| 25 травня 2019 15:30 |

| Португалія | 1–0      | Південна Корея |
| ---------- | -------- | -------------- |
| Трінкан 7' | Протокол |                |

| Міський стадіон, Бельсько-Бяла Глядачів: 6,344 Арбітр: Абделькадер Зітуні (Таїті) |

| 25 травня 2019 20:30 |

| Аргентина                                             | 5–2      | ПАР                          |
| ----------------------------------------------------- | -------- | ---------------------------- |
| Вера 4' Барко 63' (пен.), 71' Альварес 78' Гайч 90+2' | Протокол | Філіпс 23' Фостер 85' (пен.) |

| Міський стадіон, Тихи Глядачів: 8,351 Арбітр: Іван Кружляк (Словаччина) |

| 28 травня 2019 18:00 |

| Португалія | 0–2      | Аргентина          |
| ---------- | -------- | ------------------ |
|            | Протокол | Гайч 33' Перес 84' |

| Міський стадіон, Бельсько-Бяла Глядачів: 11,874 Арбітр: Ісмаїл Ельфат (США) |

| 28 травня 2019 20:30 |

| ПАР | 0–1      | Південна Корея |
| --- | -------- | -------------- |
|     | Протокол | Кім Хьон У 69' |

| Міський стадіон, Тихи Глядачів: 2,698 Арбітр: Фернандо Герреро (Мексика) |

| 31 травня 2019 20:30 |

| ПАР                | 1–1      | Португалія |
| ------------------ | -------- | ---------- |
| Моньяне 53' (пен.) | Протокол | Леан 19'   |

| Міський стадіон, Бельсько-Бяла Глядачів: 7,429 Арбітр: Алексіс Еррера (Венесуела) |

| 31 травня 2019 20:30 |

| Південна Корея              | 2–1      | Аргентина    |
| --------------------------- | -------- | ------------ |
| О Се Хон 42' Чхо Йон Ук 57' | Протокол | Феррейра 88' |

| Міський стадіон, Тихи Глядачів: 10,129 Арбітр: Бенуа Бастьєн (Франція) |

### Рейтинг третіх місць
| Поз | Груп | Команда    | І | В | Н | П | ГЗ | ГП | РГ | О | Кваліфікація |
| --- | ---- | ---------- | - | - | - | - | -- | -- | -- | - | ------------ |
| 1   | A    | Польща     | 3 | 1 | 1 | 1 | 5  | 2  | +3 | 4 | Плей-оф      |
| 2   | D    | Нігерія    | 3 | 1 | 1 | 1 | 5  | 3  | +2 | 4 | Плей-оф      |
| 3   | B    | Еквадор    | 3 | 1 | 1 | 1 | 2  | 2  | 0  | 4 | Плей-оф      |
| 4   | E    | Панама     | 3 | 1 | 1 | 1 | 3  | 4  | −1 | 4 | Плей-оф      |
| 5   | F    | Португалія | 3 | 1 | 1 | 1 | 2  | 3  | −1 | 4 |              |
| 6   | C    | Норвегія   | 3 | 1 | 0 | 2 | 13 | 5  | +8 | 3 |              |

## Плей-оф
|  | 1/8 фіналу               | 1/8 фіналу               |                          |       | Чвертьфінали        | Чвертьфінали        |                   |                   | Півфінали | Півфінали |  |  | Фінал | Фінал |
|  |                          |                          |                          |       |                     |                     |                   |                   |           |           |  |  |       |       |
|  | 2 червня – Лодзь         |                          |                          |       |                     |                     |                   |                   |           |           |  |  |       |       |
|  |                          |                          |                          |       |                     |                     |                   |                   |           |           |  |  |       |       |
|  | Колумбія (пен.)          | 1 (5)                    |                          |       |                     |                     |                   |                   |           |           |  |  |       |       |
|  | Колумбія (пен.)          | 1 (5)                    | 7 червня — Лодзь         |       |                     |                     |                   |                   |           |           |  |  |       |       |
|  | Нова Зеландія            | 1 (4)                    |                          |       |                     |                     |                   |                   |           |           |  |  |       |       |
|  | Нова Зеландія            | 1 (4)                    | Колумбія                 | 0     |                     |                     |                   |                   |           |           |  |  |       |       |
|  | 3 червня — Тихи          |                          | Колумбія                 | 0     |                     |                     |                   |                   |           |           |  |  |       |       |
|  |                          | Україна                  | 1                        |       |                     |                     |                   |                   |           |           |  |  |       |       |
|  | Україна                  | Україна                  | 1                        | 4     |                     |                     |                   |                   |           |           |  |  |       |       |
|  | Україна                  |                          | 11 червня — Люблін       | 4     |                     |                     |                   |                   |           |           |  |  |       |       |
|  | Панама                   | 1                        |                          |       |                     |                     |                   |                   |           |           |  |  |       |       |
|  | Панама                   | 1                        | Україна                  | 1     |                     |                     |                   |                   |           |           |  |  |       |       |
|  | 2 червня — Гдиня         |                          | Україна                  | 1     |                     |                     |                   |                   |           |           |  |  |       |       |
|  |                          | Італія                   | 0                        |       |                     |                     |                   |                   |           |           |  |  |       |       |
|  | Італія                   | Італія                   | 0                        | 1     |                     |                     |                   |                   |           |           |  |  |       |       |
|  | Італія                   | 7 червня — Тихи          |                          | 1     |                     |                     |                   |                   |           |           |  |  |       |       |
|  | Польща                   | 0                        |                          |       |                     |                     |                   |                   |           |           |  |  |       |       |
|  | Польща                   | 0                        | Італія                   | 4     |                     |                     |                   |                   |           |           |  |  |       |       |
|  | 4 червня — Бельсько-Бяла |                          | Італія                   | 4     |                     |                     |                   |                   |           |           |  |  |       |       |
|  |                          | Малі                     | 2                        |       |                     |                     |                   |                   |           |           |  |  |       |       |
|  | Аргентина                | Малі                     | 2                        | 2 (4) |                     |                     |                   |                   |           |           |  |  |       |       |
|  | Аргентина                |                          | 15 червня — Лодзь        | 2 (4) |                     |                     |                   |                   |           |           |  |  |       |       |
|  | Малі (пен.)              | 2 (5)                    |                          |       |                     |                     |                   |                   |           |           |  |  |       |       |
|  | Малі (пен.)              | 2 (5)                    | Україна                  | 3     |                     |                     |                   |                   |           |           |  |  |       |       |
|  | 4 червня — Бидгощ        |                          | Україна                  | 3     |                     |                     |                   |                   |           |           |  |  |       |       |
|  |                          | Південна Корея           | 1                        |       |                     |                     |                   |                   |           |           |  |  |       |       |
|  | Франція                  | Південна Корея           | 1                        | 2     |                     |                     |                   |                   |           |           |  |  |       |       |
|  | Франція                  | 8 червня — Гдиня         |                          | 2     |                     |                     |                   |                   |           |           |  |  |       |       |
|  | США                      | 3                        |                          |       |                     |                     |                   |                   |           |           |  |  |       |       |
|  | США                      | 3                        | США                      | 1     |                     |                     |                   |                   |           |           |  |  |       |       |
|  | 3 червня — Люблін        |                          | США                      | 1     |                     |                     |                   |                   |           |           |  |  |       |       |
|  |                          | Еквадор                  | 2                        |       |                     |                     |                   |                   |           |           |  |  |       |       |
|  | Уругвай                  | Еквадор                  | 2                        | 1     |                     |                     |                   |                   |           |           |  |  |       |       |
|  | Уругвай                  |                          | 11 червня — Гдиня        | 1     |                     |                     |                   |                   |           |           |  |  |       |       |
|  | Еквадор                  | 3                        |                          |       |                     |                     |                   |                   |           |           |  |  |       |       |
|  | Еквадор                  | 3                        | Еквадор                  | 0     |                     |                     |                   |                   |           |           |  |  |       |       |
|  | 4 червня — Люблін        |                          | Еквадор                  | 0     |                     |                     |                   |                   |           |           |  |  |       |       |
|  |                          | Південна Корея           | 1                        |       | Матч за третє місце | Матч за третє місце |                   |                   |           |           |  |  |       |       |
|  | Японія                   | Південна Корея           | 1                        | 0     | Матч за третє місце | Матч за третє місце |                   |                   |           |           |  |  |       |       |
|  | Японія                   | 8 червня — Бельсько-Бяла | 8 червня — Бельсько-Бяла | 0     |                     |                     | 14 червня — Гдиня | 14 червня — Гдиня |           |           |  |  |       |       |
|  | Південна Корея           | 8 червня — Бельсько-Бяла | 8 червня — Бельсько-Бяла | 1     |                     |                     | 14 червня — Гдиня | 14 червня — Гдиня |           |           |  |  |       |       |
|  | Південна Корея           | Південна Корея (пен.)    | 3 (3)                    | 1     | Італія              | 0                   |                   |                   |           |           |  |  |       |       |
|  | 3 червня — Лодзь         | Південна Корея (пен.)    | 3 (3)                    |       | Італія              | 0                   |                   |                   |           |           |  |  |       |       |
|  |                          | Сенегал                  | 3 (2)                    |       | Еквадор (дч)        | 1                   |                   |                   |           |           |  |  |       |       |
|  | Сенегал                  | Сенегал                  | 3 (2)                    | 2     | Еквадор (дч)        | 1                   |                   |                   |           |           |  |  |       |       |
|  | Сенегал                  |                          |                          | 2     |                     |                     |                   |                   |           |           |  |  |       |       |
|  | Нігерія                  | 1                        |                          |       |                     |                     |                   |                   |           |           |  |  |       |       |
|  | Нігерія                  | 1                        |                          |       |                     |                     |                   |                   |           |           |  |  |       |       |

### 1/8 фіналу
| 2 червня 2019 17:30 |

| Італія               | 1–0      | Польща |
| -------------------- | -------- | ------ |
| Пінамонті 38' (пен.) | Протокол |        |

| Міський стадіон, Гдиня Глядачів: 10,232 Арбітр: Хесус Хіль Мансано (Іспанія) |

| 2 червня 2019 20:30 |

| Колумбія | 1–1 (дч) | Нова Зеландія |
| -------- | -------- | ------------- |
| Реєс 11' | Протокол | Джаст 35'     |

| Міський стадіон, Лодзь Глядачів: 9,283 Арбітр: Ахмед Аль-Каф (Оман) |

|                                                                  |       | Пенальті                                                      |  |
| Вера · Карбонеро · Переа · Сандоваль · Ангуло · Баланта · Куеста | 5 – 4 | Сінгх · Белл · Мата · Стенснесс · Макковатт · Какаче · Конрой |  |

| 3 червня 2019 17:30 |

| Уругвай    | 1–3      | Еквадор                                           |
| ---------- | -------- | ------------------------------------------------- |
| Араухо 11' | Протокол | Альварадо 31' (пен.) Кінтеро 75' Плата 83' (пен.) |

| Арена Люблін, Люблін Глядачів: 10,562 Арбітр: Майкл Олівер (Англія) |

| 3 червня 2019 17:30 |

| Україна                               | 4–1      | Панама    |
| ------------------------------------- | -------- | --------- |
| Сікан 23', 45+1' Попов 41' Булеца 83' | Протокол | Вокер 50' |

| Міський стадіон, Тихи Глядачів: 7,219 Арбітр: Леодан Гонсалес (Уругвай) |

| 3 червня 2019 20:30 |

| Сенегал              | 2–1      | Нігерія         |
| -------------------- | -------- | --------------- |
| Санья 36' Ньян 45+3' | Протокол | Маканджуола 50' |

| Міський стадіон, Лодзь Глядачів: 6,854 Арбітр: Давіде Масса (Італія) |

| 4 червня 2019 17:30 |

| Японія | 0–1      | Південна Корея |
| ------ | -------- | -------------- |
|        | Протокол | О Се Хон 84'   |

| Арена Люблін, Люблін Глядачів: 10,021 Арбітр: Магетт Н'Діає (Сенегал) |

| 4 червня 2019 17:30 |

| Франція             | 2–3      | США                       |
| ------------------- | -------- | ------------------------- |
| Гуїрі 41' Аліуї 55' | Протокол | Сото 25', 74' Реннікс 83' |

| Стадіон імені Здзіслава Кшишков'яка, Бидгощ Глядачів: 8,469 Арбітр: Рафаель Клаус (Бразилія) |

| 4 червня 2019 20:30 |

| Аргентина               | 2–2 (дч) | Малі                   |
| ----------------------- | -------- | ---------------------- |
| Гайч 49' Діабі 91' (аг) | Протокол | Діабі 67' Конте 120+1' |

| Міський стадіон, Бельсько-Бяла Глядачів: 9,146 Арбітр: Фернандо Герреро (Мексика) |

|                                       |       | Пенальті                                       |  |
| Перес · Чанкалай · Гайч · Соса · Вера | 4 – 5 | Драме · Б. Траоре · С. Койта · Діабі · Сіссоко |  |

### Чвертьфінали
| 7 червня 2019 15:30 |

| Колумбія | 0–1      | Україна   |
| -------- | -------- | --------- |
|          | Протокол | Сікан 11' |

| Міський стадіон, Лодзь Глядачів: 8,443 Арбітр: Мустафа Горбаль (Алжир) |

| 7 червня 2019 18:30 |

| Італія                                               | 4–2      | Малі                    |
| ---------------------------------------------------- | -------- | ----------------------- |
| Коне 12' (аг) Пінамонті 60', 83' (пен.) Фраттезі 84' | Протокол | С. Койта 38' Камара 79' |

| Міський стадіон, Тихи Глядачів: 11,567 Арбітр: Ісмаїл Ельфат (США) |

| 8 червня 2019 17:30 |

| США     | 1–2      | Еквадор                    |
| ------- | -------- | -------------------------- |
| Веа 36' | Протокол | Сіфуентес 30' Еспіноса 43' |

| Міський стадіон, Гдиня Глядачів: 6,389 Арбітр: Бенуа Бастьєн (Франція) |

| 8 червня 2019 20:30 |

| Південна Корея                                       | 3–3 (дч) | Сенегал                               |
| ---------------------------------------------------- | -------- | ------------------------------------- |
| Лі Кан Ін 62' (пен.) Лі Джі Соль 90+8' Чо Йон Ук 96' | Протокол | Діань 37' Ньян 76' (пен.) Сісс 120+1' |

| Міський стадіон, Бельсько-Бяла Глядачів: 10,627 Арбітр: Леодан Гонсалес (Уругвай) |

|                                                             |       | Пенальті                                  |  |
| Кім Чжун Мін · Чо Йон Ук · Ум Вон Сан · Чхве Чун · О Се Хон | 3 – 2 | Данфа · Мбоу · Сісс · Діа Н'Діайє · Діань |  |

### Півфінали
| 11 червня 2019 17:30 |

| Україна    | 1–0      | Італія |
| ---------- | -------- | ------ |
| Булеца 65' | Протокол |        |

| Міський стадіон, Гдиня Глядачів: 7,776 Арбітр: Рафаель Клаус (Бразилія) |

| 11 червня 2019 20:30 |

| Еквадор | 0–1      | Південна Корея |
| ------- | -------- | -------------- |
|         | Протокол | Чхве Чун 39'   |

| Арена Люблін, Люблін Глядачів: 12,614 Арбітр: Майкл Олівер (Англія) |

### Матч за третє місце
| 14 червня 2019 20:30 |

| Італія | 0–1 (дч) | Еквадор   |
| ------ | -------- | --------- |
|        | Протокол | Міна 104' |

| Міський стадіон, Гдиня Глядачів: 8,937 Арбітр: Хесус Хіль Мансано (Іспанія) |

### Фінал
| 15 червня 2019 18:00 |

| Україна                         | 3–1      | Південна Корея      |
| ------------------------------- | -------- | ------------------- |
| Супряга 34', 54' Цітаішвілі 89' | Протокол | Лі Кан Ін 5' (пен.) |

| Міський стадіон, Лодзь Глядачів: 16,344 Арбітр: Ісмаїл Ельфат (США) |

## Підсумкова таблиця
| Поз | Команда           | І | В | Н | П | ГЗ | ГП | РГ  | О  | Підсумкове місце               |
| --- | ----------------- | - | - | - | - | -- | -- | --- | -- | ------------------------------ |
| 1   | Україна           | 7 | 6 | 1 | 0 | 13 | 4  | +9  | 19 | Чемпіон                        |
| 2   | Південна Корея    | 7 | 4 | 1 | 2 | 9  | 8  | +1  | 13 | Фіналіст                       |
| 3   | Еквадор           | 7 | 4 | 1 | 2 | 8  | 5  | +3  | 13 | Бронзовий призер               |
| 4   | Італія            | 7 | 4 | 1 | 2 | 8  | 5  | +3  | 13 | 4 місце                        |
|     |                   |   |   |   |   |    |    |     |    |                                |
| 5   | Сенегал           | 5 | 3 | 2 | 0 | 10 | 4  | +6  | 11 | Вибули в чвертьфіналі          |
| 6   | США               | 5 | 3 | 0 | 2 | 8  | 6  | +2  | 9  | Вибули в чвертьфіналі          |
| 7   | Колумбія          | 5 | 2 | 1 | 2 | 9  | 4  | +5  | 7  | Вибули в чвертьфіналі          |
| 8   | Малі              | 5 | 1 | 2 | 2 | 11 | 13 | −2  | 5  | Вибули в чвертьфіналі          |
|     |                   |   |   |   |   |    |    |     |    |                                |
| 9   | Франція           | 4 | 3 | 0 | 1 | 9  | 5  | +4  | 9  | Вибули в 1/8 фіналу            |
| 10  | Уругвай           | 4 | 3 | 0 | 1 | 8  | 4  | +4  | 9  | Вибули в 1/8 фіналу            |
| 11  | Нова Зеландія     | 4 | 2 | 1 | 1 | 8  | 3  | +5  | 7  | Вибули в 1/8 фіналу            |
| 12  | Аргентина         | 4 | 2 | 1 | 1 | 10 | 6  | +4  | 7  | Вибули в 1/8 фіналу            |
| 13  | Японія            | 4 | 1 | 2 | 1 | 4  | 2  | +2  | 5  | Вибули в 1/8 фіналу            |
| 14  | Польща            | 4 | 1 | 1 | 2 | 5  | 3  | +2  | 4  | Вибули в 1/8 фіналу            |
| 15  | Нігерія           | 4 | 1 | 1 | 2 | 6  | 5  | +1  | 4  | Вибули в 1/8 фіналу            |
| 16  | Панама            | 4 | 1 | 1 | 2 | 4  | 8  | −4  | 4  | Вибули в 1/8 фіналу            |
|     |                   |   |   |   |   |    |    |     |    |                                |
| 17  | Португалія        | 3 | 1 | 1 | 1 | 2  | 3  | −1  | 4  | Вибули після групового турніру |
| 18  | Норвегія          | 3 | 1 | 0 | 2 | 13 | 5  | +8  | 3  | Вибули після групового турніру |
| 19  | ПАР               | 3 | 0 | 1 | 2 | 2  | 7  | −5  | 1  | Вибули після групового турніру |
| 20  | Саудівська Аравія | 3 | 0 | 0 | 3 | 4  | 8  | −4  | 0  | Вибули після групового турніру |
| 21  | Мексика           | 3 | 0 | 0 | 3 | 1  | 6  | −5  | 0  | Вибули після групового турніру |
| 22  | Катар             | 3 | 0 | 0 | 3 | 0  | 6  | −6  | 0  | Вибули після групового турніру |
| 23  | Таїті             | 3 | 0 | 0 | 3 | 0  | 14 | −14 | 0  | Вибули після групового турніру |
| 24  | Гондурас          | 3 | 0 | 0 | 3 | 0  | 19 | −19 | 0  | Вибули після групового турніру |

## Нагороди
Після завершення турніру були вручені наступні нагороди. Вони усі проспонсоровані фірмою Adidas, за винятком Нагороди чесної гри.
| Золотий м'яч                           | Срібний м'яч                          | Бронзовий м'яч                        |
| -------------------------------------- | ------------------------------------- | ------------------------------------- |
| Лі Кан Ін                              | Сергій Булеца                         | Гонсало Плата                         |
| Золота бутса                           | Срібна бутса                          | Бронзова бутса                        |
| Ерлінг Голанн                          | Данило Сікан                          | Амаду Санья                           |
| 9 голів, 0 асистів 270 зіграних хвилин | 4 голи, 0 асистів 280 зіграних хвилин | 4 голи, 0 асистів 334 зіграні хвилини |
| Золота рукавиця                        |                                       |                                       |
| Андрій Лунін                           |                                       |                                       |
| Нагорода чесної гри                    |                                       |                                       |
| Японія                                 |                                       |                                       |

## Спонсори чемпіонату
| - Adidas - Coca-Cola - Hyundai–Kia | - Qatar Airways - VISA - Wanda Group |